# 山崎治祇
山崎 治祇（やまざき はるよし）は、備中国成羽藩2代藩主。官位は従五位下・志摩守。

## 略歴
初代藩主・山崎治正の長男として誕生した。幼名は寿丸。
明治2年（1869年）正月晦日、父治正の隠居により家督を継ぐ。同年2月8日、従五位下・志摩守に叙任する。同年6月23日、版籍奉還により知藩事となる。同年7月4日、明治天皇に拝謁する。明治4年（1871年）4月10日、藩知事を辞職する。同年4月12日、隠居し、弟の治敏に家督を譲った。明治42年（1909年）12月5日に55歳で死去した。